# Хансен, Роберт (серийный убийца)
Роберт Кристиан Хансен (15 февраля 1939 — 21 августа 2014) — американский серийный убийца, получивший в средствах массовой информации прозвище «Мясник-пекарь» (англ. Butcher Baker). В период с 1971 по 1983 годы Хансен похитил, изнасиловал и убил по крайней мере 17 женщин в городе Анкоридже, штата Аляска, и его окрестностях. Предположительно, общее количество жертв составляет 21 человек. В 1983 году Хансен был пойман и приговорен к пожизненному заключению без права пересмотра приговора.

## Ранние годы
Хансен родился в Эстервилле, штат Айова, у Кристиана и Эдны Хансенов, которые были датскими эмигрантами. Знакомые описывали его как тихого одинокого человека, на которого в детстве сильно давил отец. В школе Хансен подвергался нападкам сверстников из-за своих прыщей и заикания, и в качестве психологической отдушины открыл для себя охоту.
В 1957 году Хансен отслужил год в резерве армии США, после чего работал ассистентом инструктора полицейской академии в Покахонтасе, Айова. Там он познакомился с женщиной, на которой женился летом 1960 года.
В декабре 1960 года Хансен был арестован за поджог здания гаража школьного попечительского совета графства Покахонтас. Во время отбытия срока Хансен получил уведомление от жены о разводе. Отбыв 20 месяцев из присуждённого трёхлетнего срока заключения, Хансен вышел на свободу. За следующие несколько лет он несколько раз оказывался в тюрьме за мелкое воровство. В 1967 году Хансен переехал на Аляску со второй женой, Дарлой Мэри Хэнриксен, с которой вступил в брак в 1963 году, и их двумя детьми. В Анкоридже Хансен находился в хороших отношениях с соседями и установил несколько охотничьих рекордов.
В 1977 году Хансен был арестован за кражу бензопилы. Врач диагностировал у Хансена биполярное аффективное расстройство и прописал препараты лития для контроля над эмоциональной нестабильностью, однако обязательный приём лекарств Хансену назначен не был.

## Серия убийств
13 июня 1983 года 17-летняя проститутка Синди Поулсон (англ. Cindy Paulson) сбежала перед тем, как Хансен попытался её загрузить в свой двухместный самолёт Piper Super Cub. Добравшись до полиции, Поулсон рассказала, что Хансен сначала предложил заплатить ей 200 долларов за минет, но потом увез её в свой дом, где пытал её и насиловал. Также она сказала, что Хансен держал её прикованной за шею к столбу в доме, пока сам спал рядом на диване. Проснувшись, Хансен повез её на аэродром Меррил Филд (позже выяснилось, что своих жертв Хансен на собственном самолете увозил в отдаленную местность в долине Матануска-Суситна, близ реки Кник, где у него был свой дом). В машине закованная в наручники Поулсон улучила момент, когда Хансен загружал свои вещи в самолёт, и бросилась в сторону 6-й Авеню. Хансен запаниковал и побежал за ней, но не догнал. В полицейском участке Поулсон описала преступника, который вскоре был задержан.
На допросе Хансен отрицал обвинения Поулсон, заявив, что она вымогала у него деньги. Несмотря на прежние проблемы с законом, Хансен сумел избежать ареста. Во многом сыграл роль его статус примерного семьянина и добропорядочного гражданина. Хансен работал пекарем и был на хорошем счету в обществе. Также в его пользу засвидетельствовал друг Хансена, Джон Хеннинг, сказав, что Хансен был в это время с ним.
Дело против Хансена не было заведено, но на тот момент детектив Гленн Флоут (англ. Glenn Flothe) вёл следствие по делу об убийствах неопознанных женщин, чьи тела были найдены в окрестностях Анкориджа. Первое тело, найденное строителями возле дороги Эклутна (англ.  Eklutna Road) в 1981 году, было неформально названо следователями «Энни Эклутна», но так и не было опознано. В том же году в гравийном карьере было обнаружено тело Джоанны Мессины. В следующем году в неглубокой могиле возле реки Кник были найдены останки 23-летней Шерри Морроу. Флоут предположил, что все жертвы принадлежат одному убийце, и связался с агентом ФБР Джоном Дугласом (англ. John Douglas) с просьбой составить психологический профиль преступника. Дуглас заключил, что убийца, скорее всего, является охотником с низким самомнением, которого часто отвергали женщины, и склонностью оставлять «сувениры на память». Агент ФБР также предположил, что убийца может заикаться.
Показания Поулсон и психологический профиль, составленный Дугласом, помогли Флоуту получить судебный ордер на обыск самолета, машин и дома Хансена. 27 октября 1983 года следователи обнаружили ювелирные изделия, принадлежавшие одной из жертв, а также несколько единиц огнестрельного оружия в тайнике на чердаке дома Хансена, калибр которых совпадал с ранами на телах жертв. Находкой, также сыгравшей важную роль, стала авиационная карта местности, спрятанная в изголовье дивана и помеченная крестиками. Когда Хансену были предъявлены улики, найденные у него дома, убийца по-прежнему продолжал отрицать свою причастность, но в итоге начал обвинять во всем женщин и попытался обосновать свои мотивы. В конце концов, Хансен сознался в серии убийств, начиная с 1971 года. В 1984 году маньяк был приговорен к 461 году тюрьмы и пожизненному заключению без права пересмотра приговора. Большую часть заключения Хансен провёл в исправительном центре Спринг Крик (тюрьма максимального уровня безопасности), но в 2014 году, в возрасте 75 лет, был переведён в исправительный комплекс Анкориджа из-за проблем со здоровьем. 21 августа 2014 года он скончался в больнице.

## Известные жертвы
Ранними жертвами Хансена были, в основном, девушки от 16 до 19 лет. Позже убийца переключился на проституток и стриптизёрш, убийства которых вывели на след Хансена сотрудников правоохранительных органов. Всего известно 17 жертв, убийство которых Хансен подтвердил. Из-за сделки, заключенной со следствием (помощь следствию в обмен на более мягкое обвинение), официально Хансену вменялось лишь четыре жертвы из этого списка. Также ему вменялось похищение и изнасилование Синди Поулсон. Список известных и некоторых предполагаемых жертв приведен ниже:
- Лиза Фатрелл (англ. Lisa Futrell), 41 (убийство подтверждено Хансеном, тело жертвы обнаружено с его помощью)
- Малаи Ларсен (англ. Malai Larsen), 28 (убийство подтверждено Хансеном, тело жертвы обнаружено с его помощью)
- Неопознанная (Джейн Доу, настоящее имя неизвестно) (убийство подтверждено Хансеном, тело жертвы обнаружено с его помощью)
- Сью Луна (англ. Sue Luna), 23 (убийство подтверждено Хансеном, тело жертвы обнаружено с его помощью)
- Тами Педерсон (англ. Tami Pederson), 20 (убийство подтверждено Хансеном, тело жертвы обнаружено с его помощью)
- Анджела Феддерн (англ. Angela Feddern), 24 (убийство подтверждено Хансеном, тело жертвы обнаружено с его помощью)
- Тереза Уотсон (англ. Teresa Watson) (убийство подтверждено Хансеном, тело жертвы обнаружено с его помощью)
- Делинн Фрей (англ. DeLynn Frey) (убийство подтверждено Хансеном, тело жертвы обнаружено с его помощью)
- Пола Гулдинг (англ. Paula Goulding) (убийство подтверждено Хансеном, тело жертвы обнаружено с его помощью)
- Андреа Альтери (англ. Andrea Altiery) (Хансен признался в этом убийстве, тело жертвы обнаружено с его помощью)
- Шерри Морроу (англ. Sherry Morrow), 23 (Хансен признался в этом убийстве, тело жертвы обнаружено с его помощью)
- Энни Эклутна (англ. Eklutna Annie) (Хансен признался в этом убийстве, тело жертвы обнаружено с его помощью)
- Джоанна Мессина (англ. Joanna Messina) (Хансен признался в этом убийстве, тело жертвы обнаружено с его помощью)
- Роксанн Исленд (англ. Roxanne Easland), 24 (убийство подтверждено Хансеном, тело не обнаружено)
- Силия Ван Зантен (англ. Ceilia Van Zanten), 17 (Хансен отрицал убийство, но подозревался в нём из-за крестика на карте, расположенного там, где было найдено тело)
- Меган Эмерик (англ. Megan Emerick), 17 (Хансен отрицал убийство, но подозревался в нём из-за крестика на карте, расположенного там, где было найдено тело)
- Мэри Тилл (англ. Mary Thill), 23 (Хансен отрицал убийство, но подозревался в нём из-за крестика на карте, расположенного там, где было найдено тело)

## В культуре
Серия убийств, совершенных Хансеном, нашла отражение в нескольких документальных и художественных сериалах.
В 2013 году актёр Джон Кьюсак сыграл Хансена в фильме «Мёрзлая земля». Николас Кейдж исполнил роль сержанта Джека Хэлкомба, прототипом которого стал детектив Гленн Флоут.